# José Mujica
José Alberto Mujica Cordano, "El Pepe", född 20 maj 1935 i Montevideo, död 13 maj 2025 i Montevideo, var en uruguayansk politiker. Han var Uruguays president 2010–2015. Han var tidigare senator och var även minister med ansvar för jordbruk, boskapsskötsel och fiske 2005–2008. Innan han blev politiker var Mujica gerillaledare inom vänstergerillan Tupamaros som var verksam i landet under 1960- och 70-talen. På grund av sin dåvarande politiska aktivitet satt han fängslad under sammanlagt 14 år. Han blev periodvis torterad och satt under flera år isolerad från andra fångar i egenskap av "gisslan" under militärdiktaturen 1973–1975.
José Mujica var från 2005 gift med senatorn och politikern Lucía Topolansky. 
Under sin tid som president gjorde han sig känd för sitt mycket anspråkslösa och enkla sätt att leva. Han gav bland annat bort 90% av sin lön till välgörenhet varje månad och vägrade att bo i presidentpalatset i Montevideo. Istället föredrog han att bo på sin familjs nedgångna gård utanför huvudstaden. Detta har fått till följd att José Mujica ibland har kallats "världens fattigaste president" i media.

## Presidentvalet 2009
Mujica, som var den Breda frontens kandidat till presidentvalet 2009, fick med Danilo Astori som vicepresidentkandidat flest röster i valet som hölls söndagen den 25 oktober 2009. Presidentinstallationen genomfördes den 1 mars 2010.

## Fotbolls-VM 2014
I samband med Internationella fotbollsförbundets fyra månader långa avstängning av anfallaren Luis Suárez efter dennes bitattack mot Giorgio Chiellini i matchen mellan Uruguay och Italien yttrade sig Mujica i mycket starka ordalag om avstängningen. I en intervju sade han att "De i Fifa är ett gäng gamla horungar" och att straffet är alldeles för hårt. 

## Inom kulturen
År 2018 släpptes filmen La noche de 12 años, i regi av Álvaro Brechner, som handlar om Mujicas fångenskap.